# Helegonatopus eximius
Helegonatopus eximius är en stekelart som först beskrevs av Perkins 1906.  Helegonatopus eximius ingår i släktet Helegonatopus och familjen sköldlussteklar. Inga underarter finns listade i Catalogue of Life.